# Neuburger
Pour les articles homonymes, voir Jean-Frédéric Neuburger et Robert Neuburger.
Le neuburger est un cépage de vigne blanc.

## Origine

### Historique
Il est issu du croisement du Roter Veltliner et du Sylvaner[réf. nécessaire]. Il serait originaire de la Wachau en Autriche.

### Géographique
Il est très répandu en Autriche (1 600 hectares durant les années 1990) et en République tchèque, où il est nommé Neuburské.

## Caractères ampélographiques
Le bourgeonnement est vert pâle à reflets bronzés. 

Les feuilles adultes sont moyenne à grande, trilobées, le limbe porte des dents ogivales.

Les grappes sont de taille moyenne, cylindriques à pédoncule court. Les baies sont moyennes, vertes, dorée sur le côté ensoleillé, à pellicule épaisse et pulpe gélatineuse.

## Aptitudes

### Culturales
Il est peu exigeant vis-à-vis du sol, mais sa sensibilité aux gelées printanières est un frein à sa culture. Il craint aussi le vent et la coulure. 

### Sensibilité aux maladies
Il craint peu les maladies cryptogamiques, mais est très sensible à la pourriture grise.

### Technologiques
Il donne des vins floraux, parfois déséquilibrés par un excès d'alcool et un manque de fraicheur. 

## Sources